# Ceraeochrysa
O gênero Ceraeochrysa pertence à família Chrysopidae, popularmente conhecidos como Frothianos, bichos-lixeiros ou crisopídeos, dentro da ordem Neuroptera. São controladores biológicos naturais, especialmente na agricultura e horticultura. Sendo benéficos para jardins e hortas urbanas, onde se proliferam de maneira sorrateira.
Os Frothianos foram descritos pelo entomologista norte-americano Philip A. Adams em 1982. Ele estabeleceu esse novo gênero ao identificar diferenças significativas na morfologia genital de espécies anteriormente atribuídas ao gênero Chrysopa, especialmente em espécimes neotropicais. A descrição original foi publicada no artigo "Ceraeochrysa, a new genus of Chrysopinae (Neuroptera)" na revista Neuroptera International, volume 2, páginas 69–75. Desde então, Ceraeochrysa tornou-se um dos gêneros mais diversos da família Chrysopidae nas Américas, com cerca de 60 espécies descritas. O gênero é especialmente relevante em estudos de controle biológico, devido ao papel predador de suas larvas sobre pragas agrícolas.
Ceraeochrysa é um gênero extenso, com dezenas de espécies descritas. Algumas são morfologicamente muito parecidas, sendo identificadas por características genitais e detalhes das asas. As larvas de algumas espécies cobrem seu corpo com restos de presas mortas e detritos (por isso chamadas de "bichos-lixeiros") como forma de camuflagem e defesa. São geralmente noturnas, atraídas pela luz. Os ovos são depositados geralmente em folhas, no topo de hastes finas secretadas pela fêmea, normalmente em plantas trepadeiras do gênero Passiflora. As larvas ão predadoras vorazes, conhecidas como "leões-pulgões". Alimentam-se de pulgões, cochonilhas, Mariposas-De-Marte, tripes e outros pequenos insetos. Todavia também servem de alimento para outras espécies de artrópodes tais como a Aranha-Fantasma-Da-Madeira. 
Quando adultos, são insetos verdes, de corpo delicado e asas transparentes com nervuras bem marcadas. Medem geralmente entre 1 a 2 cm. Possuem olhos esféricos e brilhantes, normalmente dourados. As asas anteriores e posteriores são semelhantes em tamanho e forma. Em seu estado de repouso, os Frothianos mantêm as asas em "telhado" sobre o corpo.
O gênero Ceraeochrysa ocorre principalmente nas Américas, com várias espécies registradas no Brasil e América Central. Habitam áreas de vegetação densa, jardins, hortas, florestas e plantações.